# Brontez Purnell
Brontez Purnell (n. 1982, Triana) es un escritor, músico, bailarín y director estadounidense. Es autor de varios libros, entre ellos Since I Laid My Burden Down (2017) y el zine Fag School, líder de la banda de punk The Younger Lovers; y fundador de la compañía de danza Brontez Purnell. Recibió el Premio Literario Lambda de Ficción Gay 2022 por su obra 100 Boyfriends.

## Biografía
Purnell creció en Triana, Alabama, donde creó su primer zine Schlepp Fanzine, cuando tenía 14 años. Después de mudarse a Oakland a los 19 años, creó Fag School, con la intención de crear una revista que hablara con humor y franqueza sobre el sexo gay.
Su banda de rock electrónico Gravy Train!!!! ganó prominencia nacional por sus shows en vivo. Su banda punk The Younger Lovers inició en 2003 como un proyecto personal tras mudarse a la Costa Oeste de los Estados Unidos.
Purnell es abiertamente homosexual. Gran parte de su obra se centra en el sexo y la sexualidad. En sus palabras: "en mi trabajo trato de usar el 'sexo' o el cuerpo como algo que no crea límites o separación con una audiencia, sino que le devuelve a mi audiencia su humanidad".
En 2018, Purnell fue galardonado con el premio Whiting de ficción. El 1 de junio de 2021, ganó además el premio Jim Duggins Outstanding Mid-Career Novelists' Prize de la Lambda Literary Foundation.

## Obras
- The Cruising Diaries (2014)
- Johnny Would You Love Me if My Dick Were Bigger (2015)
- Since I Laid My Burden Down (2017)[4]
- 100 Boyfriends (2021)[15]
- 10 Bridges I've Burnt (2024)[16]